# 米奈尔环形山
米奈尔环形山（Minnaert）是月球背面南半部一座古老的大撞击坑，约形成于45.5－39.2亿年前的前酒海纪，其名称取自荷兰天文学家马塞尔·米纳尔（1893年－1970年），1970年被国际天文学联合会批准接受。

## 描述

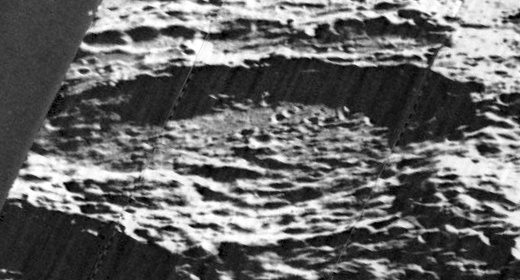
月球轨道器5号拍摄的斜视图

该陨坑西北偏西及西北分别毗邻莱曼环形山和更大的庞加莱环形山、北面靠近阿贝环形山，哈雷特陨石坑及卡巴纳环形山位于它的东北偏北及东北、东南则部分覆盖了更大、更年轻的安东尼亚第环形山。该陨坑中心月面坐标为67°32′S 178°34′E / 67.54°S 178.57°E，直径137.31公里，深度约2.95公里。
由于存续时期悠久，米奈尔环形山已明显损毁，将近一半的边缘都被安东尼亚第环形山的坑壁及溅射物所覆盖。它的南侧及东侧坑基本已消失，而北侧段则较为平直，仍西侧及西北壁保存相对最完整，沿边缘及内壁覆盖了大量的小撞击坑。环形山残存的坑壁最大高出周边地形1680米，内部容积约20638km3。坑底西部相对平坦，但东南部覆盖有来自相邻环形山形成时抛射的喷出物和次生坑。如果该坑内曾有过中央山脊的话，则现在也已被掩埋了。

## 卫星陨石坑
按惯例，最靠近米奈尔环形山的卫星坑将在月图上以字母标注在它的中心点旁边。

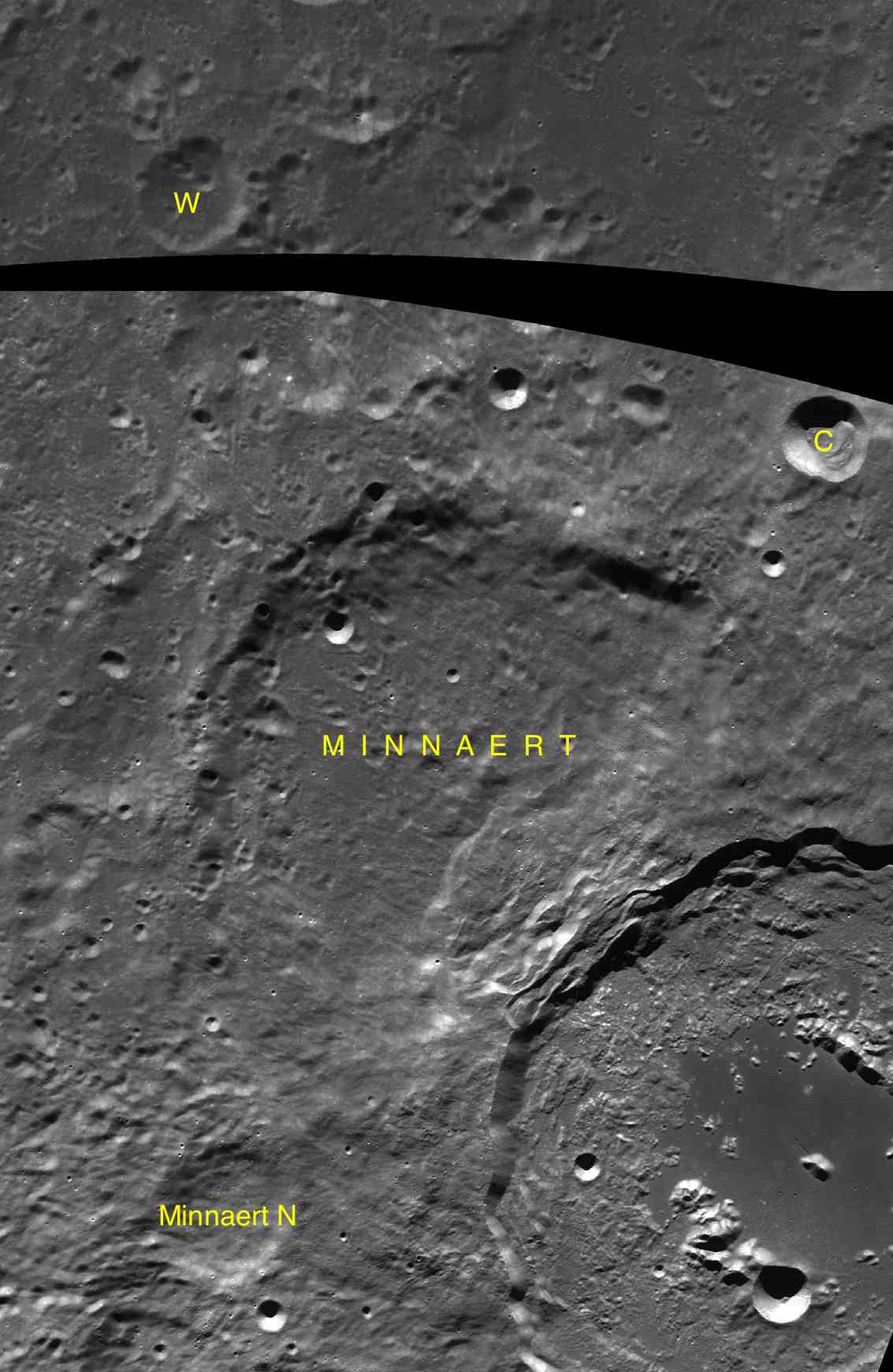
LAC-132与LAC-141拼接图

| 米奈尔 | 纬度    | 经度     | 直径     |
| ------ | ------- | -------- | -------- |
| C      | 64.2° S | 176.0° W | 19.2公里 |
| N      | 71.1° S | 176.1° E | 33.1公里 |
| W      | 63.4° S | 174.1° E | 24.6公里 |

## 另请参阅
- Andersson, L. E.; Whitaker, E. A. . NASA RP-1097. 1982.
- Blue, Jennifer. . USGS. July 25, 2007  [2007-08-05]. （原始内容存档于2019-12-13）.
- Bussey, B.; Spudis, P. . New York: Cambridge University Press. 2004. ISBN 978-0-521-81528-4.
- Cocks, Elijah E.; Cocks, Josiah C. . Tudor Publishers. 1995. ISBN 978-0-936389-27-1.
- McDowell, Jonathan. . Jonathan's Space Report. July 15, 2007  [2007-10-24]. （原始内容存档于2019-06-21）.
- Menzel, D. H.; Minnaert, M.; Levin, B.; Dollfus, A.; Bell, B. . Space Science Reviews. 1971, 12 (2): 136–186. Bibcode:1971SSRv...12..136M. doi:10.1007/BF00171763.
- Moore, Patrick. . Sterling Publishing Co. 2001. ISBN 978-0-304-35469-6.
- Price, Fred W. . Cambridge University Press. 1988. ISBN 978-0-521-33500-3.
- Rükl, Antonín. . Kalmbach Books. 1990. ISBN 978-0-913135-17-4.
- Webb, Rev. T. W.  6th revised. Dover. 1962. ISBN 978-0-486-20917-3.
- Whitaker, Ewen A. . Cambridge University Press. 1999. ISBN 978-0-521-62248-6.
- Wlasuk, Peter T. . Springer. 2000. ISBN 978-1-85233-193-1.